# Динчев, Кирилл
Кирилл Тонев Динчев (болг. Кирил Тонев Динчев; родился 8 мая 1989, София, Болгария) — болгарский футболист, защитник; тренер.

## Клубная карьера
Свой путь футболиста начал в 1996 году в академии футбольного клуба «Славия». В возрасте 18 лет клуб не стал ему предлагать профессиональный контракт, и летом 2008 года он подписал свой первый контракт с «Академиком».
2 августа 2010 года дебютировал в Группе «А», в матче против «Черноморца», матч завершился ничьей. В составе «Академии» играл до 2011 года, на его счету 60 матчей, забил один гол и дважды отличился голевым пасом. В летнем трансферном окне сезона 2011/12 перешёл в футбольный клуб «Ботев» и подписал с ним контракт на два года. До конца сезона сыграл только восемь матчей, оформив одну голевую передачу, и уже зимой расторг контракт с клубом. В начале 2012 года Христо Стоичков пригласил его «Литекс». Его пребывание в клубе длилось два года, на его счету всего лишь 10 матчей. В начале 2014 году перебрался в Македонию, став игроком футбольного клуба «Пелистер». Летом 2015 года перешёл в ЦСКА (София).